# Katie Grand
Katie Grand (Leeds, 1 de abril de 1971) es una estilista y periodista de moda británica. Grand nació en Leeds, Inglaterra, y creció en Selly Oak, Birmingham.

## Vida y carrera

### Primeros años
Grand creció en Birmingham. Descubrió la moda a los 12 años. Al respecto dijo que:
Era muy empollona. Y entonces, casi de la noche al día, puedo recordar claramente que pensé, "sólo quiero ser guay". En esa época, la novia de mi padre se mudó a Londres y pensé que ella era increíblemente elegante. Siempre solía vestir de Warehouse, que acababa de abrir y era realmente bueno, porque Jeff Banks estaba todavía al mando. Así que hay fotos de mí con doce años llevando pantalones ajustados de talle alto rojos con un jersey azul de mangas anchas y un pelo terrible, y entonces a los trece años con una falda negra hasta los tobillos, camisa blanca metida por dentro, tirantes, una corbata negra, medias de encaje negras, tacones de aguja azul marino y una boina negra con velo. ¡Así que fue bastante rápido! Y realmente empecé a ir a Londres e ir al Great Gear Market y todo ese tipo de cosas.
En la escuela secundaria, declaró que sus asignaturas más fuertes eran Matemáticas, Historia e Inglés. Sobre decidir su carrera, dijo, "alrededor de los quince años, decidí que quería hacer algo en el arte o en la moda", así que comenzó a tomar clases nocturnas en un instituto local de escultura, dibujo realista, fabricación de joyas y cerámica para mejorar sus habilidades de diseño. Después de completar el sixth form, Grand comenzó un curso básico en el Bournville College of Art, de Birmingham, donde fue nombrada estudiante del año, con una calificación del 96%.
Grand se trasladó entonces al Central Saint Martins College of Art and Design donde encontró difícil decantarse por una sola materia—"probé diseño, marketing, periodismo, prendas de punto... y terminé haciendo impresión, la cual todavía encuentro rara."

### Carrera en la moda
Nombrada por el periódico británico The Daily Telegraph como "una de las estilistas más poderosas del mundo", Grand comenzó en el estilismo mientras aún estaba en St. Martins. Dirigía y realizaba los estilismos de las sesiones fotográficas para la revista recién lanzada, Dazed & Confused, en los 90. Más tarde, consiguió el puesto de directora de moda en la revista de moda The Face.
Poco después de eso, Grand fue nombrada editora jefa de POP, una revista de moda semestral. Este puesto le trajo a Gran muchas amistades, incluidas con las celebridades Madonna y Agyness Deyn, y con los diseñadores Stella McCartney, Luella Bartley, Miuccia Prada y Giles Deacon. Fue ella quien convenció a la actriz Elizabeth Hurley para que posase desnuda en la portada de POP, tan sólo seis semanas después de dar a luz.
Grand es la editora de LOVE, una revista de moda semestral que lanzó ella misma. Realiza los estilismos de muchas de las sesiones fotográficas y shows, como los de Giles y Unique de Topshop. También ha trabajado en shows de moda para Louis Vuitton y Prada. Como editora de LOVE, fue la periodista de moda elegida para seleccionar el Vestido del Año de 2014 para el Museo de la Moda en Bath.

### Vida personal
Grand vive en Tufnell Park, al norte de Londres con su marido, el bajista de Pulp, Steve Mackey.[cita requerida]